# Włodzimierz Broński
Włodzimierz Broński (ur. 21 czerwca 1962 w Głębokiej) – polski ksiądz katolicki archidiecezji przemyskiej, doktor habilitowany, specjalista w zakresie homiletyki, prawa polubownego, rozwiązywania sporów, mediacji, negocjacji i arbitrażu, profesor nadzwyczajny Wydziału Prawa, Prawa Kanonicznego i Administracji Katolickiego Uniwersytetu Lubelskiego Jana Pawła II (KUL).

## Życiorys
Jest absolwentem studiów magisterskich na kierunku teologia i administracja. W 1998 uzyskał na Wydziale Teologii KUL stopień naukowy doktora na podstawie rozprawy pt. Recepcja nauczania Kościoła współczesnego o homilii w przepowiadaniu niedzielnym dla dorosłych. Stopień doktora habilitowanego teologii otrzymał w 2007 na Wydziale Teologii KUL na podstawie dorobku naukowego oraz rozprawy pt. Formacja homiletyczna alumnów w wyższych seminariach duchownych w Polsce. Studium homiletyczne.
Pracę w KUL rozpoczął w 1998. W 2007 został powołany na stanowisko profesora nadzwyczajnego.
W Polskim Centrum Mediacji w Warszawie uzyskał certyfikat mediatora w sprawach karnych i z nieletnim sprawcą czynu karalnego. Od 2013 jest członkiem Zespołu ds. systemowych rozwiązań w zakresie polubownych metod rozwiązywania sporów gospodarczych ułatwiających wykonywanie działalności gospodarczej istniejącym przy Ministerstwie Gospodarki.
22 listopada 2013 Marszałek Sejmu RP powołał go na członka Kolegium Najwyżej Izby Kontroli.

## Publikacje
- Formacja homiletyczna alumnów w wyższych seminariach duchownych w Polsce. Studium homiletyczne, Lublin: Wydawnictwo KUL, 2007.
- Homilia w dokumentach Kościoła współczesnego, Tarnów: „Biblos”. 1999.
- Integralne kształcenie kaznodziei, Lublin: Wydawnictwo KUL, 2006.
- Mowa żywa. Wybrane aspekty komunikacji kaznodziejskiej. Sympozjum Sekcji Homiletów Polskich Kielce, Kielce: Współczesna Ambona, 2005.